# Ertebølle
Ertebølle ist ein kleines Dorf in Himmerland am Limfjord.
Der Ort gab der Ertebølle-Kultur seinen Namen. In den 1890er Jahren wurde hier der Køkkenmødding von Ertebølle ausgegraben. Neben dem Fundplatz liegt heute das „Steinzeitzentrum Ertebølle“ (Stenaldercenter) mit einer rekonstruierten Siedlung, seit 2013 gehört es zum Vesthimmerlands Museum.